# Liste der Kulturgüter in Schellenberg
Die Liste der Kulturgüter in Schellenberg enthält alle unter Denkmalschutz gestellten Objekte auf dem Gebiet der Gemeinde Schellenberg im Fürstentum Liechtenstein. Grundlage ist das Verzeichnis der geschützten Kulturgüter im Fürstentum Liechtenstein, das durch das Amt für Kultur erstellt und seither laufend ergänzt wurde (Stand: 2020).

## Kulturgüter
| Foto |                                                         | Objekt                                                                            | Standort                           | Beschreibung | Eintragung |
| ---- | ------------------------------------------------------- | --------------------------------------------------------------------------------- | ---------------------------------- | --- | ---------- |
|      | Datei hochladen                                         | Haus 53, Gasthaus Löwen Objekt-Nr.: 5512.0123                                     | Winkel 5 (Karte)Parzelle: 1245     | | 07.01.1976 |
| ja   | Datei hochladen                                         | Kapelle St. Georg Objekt-Nr.: 5512.0124                                           | Kappeleweg 13 (Karte)Parzelle: 823 | Die Kapelle St. Georg wurde 1855/56 erbaut. | 27.05.1980 |
| ja   | Datei hochladen · zugehöriges Wikidata-Objekt Q7897579  | Ruine Untere Burg Schellenberg Objekt-Nr.: 5512.0125                              | (Karte)Parzelle: 411               | | 22.12.1981 |
| ja   | Datei hochladen · zugehöriges Wikidata-Objekt Q7074727  | Ruine Obere Burg Schellenberg Objekt-Nr.: 5512.0126                               | (Karte)Parzelle: 1228              | | 22.12.1981 |
| ja   | Datei hochladen · zugehöriges Wikidata-Objekt Q63341254 | Pfarrkirche zum unbefleckten Herzen Mariä samt Totenkapelle Objekt-Nr.: 5512.0127 | Dorf 45 (Karte)Parzelle: 576, 575  | Die neue Pfarrkirche zum Unbefleckten Herzen Mariä wurde nach einem internationalen Architekturwettbewerb nach den Plänen des Architekten Eduard Ladner in den Jahren 1961/63 errichtet. | 01.12.1992 |
| ja   | Datei hochladen · zugehöriges Wikidata-Objekt Q63088604 | Haus 12, Haus Biedermann, Wohnmuseum Objekt-Nr.: 5512.0128                        | Dorf 62 (Karte)Parzelle: 700       | Das «Biedermannhaus» wurde 1518 erbaut und war bis ins Jahr 1964 bewohnt. | 07.09.1993 |
|      | Datei hochladen                                         | Haus 15, «Brendlehaus» Objekt-Nr.: 5512.0297                                      | Platta 19 (Karte)Parzelle: 242     | Das weitestgehend im Originalzustand erhaltene Bauernhaus befand sich seit seiner Erbauung im Jahre 1815 in der gleichnamigen Familie Brendle.                                           | 27.10.2004 |